# 河合日辰
河合 日辰（かわい にっしん、安政2年4月14日（1855年5月29日）- 昭和18年（1943年）6月18日）は、日蓮宗の僧侶。備後国（現在の広島県）出身。本名は河合謙四郎、字は啓勇、号に静照院。

## 生涯
備中国（現在の岡山県）妙福寺を経て1887年（明治20年）、鳥取県の芳心寺27代住職となる。1897年（明治30年）、日蓮宗大檀林林長（現在の立正大学学長に相当）となり翌1898年（明治31年）から妙顕寺54代貫主をつとめた。
1919年（大正8年）、日蓮宗22代管長となり大阪府寝屋川市に静照寺を建立した。

## 参考資料
- 講談社『日本人名大辞典』